# Culiseta frenchii
Culiseta frenchii är en tvåvingeart som först beskrevs av Theobald 1901.  Culiseta frenchii ingår i släktet Culiseta och familjen stickmyggor. Inga underarter finns listade i Catalogue of Life.